# 보로미르
보로미르(Boromir)는 반지의 제왕의 등장인물이다. 그는 곤도르 섭정 데네소르의 장남이며 형제는 파라미르가 있다. 절대반지를 파괴하는 것을 목표로 결성된 반지 원정대의 일원이다.
마법사 1명, 호빗 4명, 요정과 난쟁이 각각 1명, 인간 2명으로 결성된 원정대에서 절대반지에 가장 취약한 종족인 인간이였기에 로스로리엔을 나가게 된 이후 반지의 유혹에 빠져 잠시 혼돈을 느끼는 등 빈틈을 보였을 때 기습한 사루만의 오크와 싸움을 벌였다. 반지로부터 정신을 차리고 강인한 무골로 격렬한 사투를 벌여 적을 여럿 처치하고 호빗을 보호하는 것에 집중했으나, 결국 보로미르는 전사하고 호빗들이 사루만의 오크에게 잡히는 것은 막지 못한다.
일련의 소동에 뒤늦게 합류한 대원들은 그의 시신을 배에 실어 안두인 대하에 떠내려 보낸다. 이 사건으로 원정대는 해체되어 이전까지 함께한 대원들이 몇 명씩 짝지어 의도하지 않았으나 흩어지게 된다. 그의 죽음으로 그는 절대반지가 파괴되기 전 죽은 유일한 대원이 되었다. 그의 시신은 나중에 파라미르에 의해 발견된다.